# Latvijas kauss 2022
La Coppa di Lettonia 2022 (in lettone Latvijas kauss) è l'81ª edizione del torneo (la 28ª dall'indipendenza), giocata a eliminazione diretta. È stato vinto dall'Auda Ķekava, al suo primo titolo.

## Prima fase

### Primo turno
Hanno partecipano 12 squadre di 3. Līga, le altre 11 sono passate direttamente al secondo turno. Il sorteggio è stato effettuato il 2 maggio 2022.
| Squadra 1           | Risultato       | Squadra 2    |
| ------------------- | --------------- | ------------ |
| 6 maggio 2022       |                 |              |
| DSVK Traktors       | 4 – 3           | Kadaga       |
| 7 maggio 2022       |                 |              |
| JFC Jelgava         | 2 – 0           | Cēsis        |
| Sigulda             | 2 – 2 (5-4 dtr) | Union        |
| 8 maggio 2022       |                 |              |
| Augsdaugavas        | 2 – 1           | Ogre         |
| Dobele              | 3 – 0           | Bauskas BJSS |
| Kengaroos Salaspils | 4 – 2 (dts)     | FK Varaklani |

### Secondo turno
Hanno partecipato 28 squadre tra la 2. Līga (11) e la 3. Līga (11), rispettivamente il terzo e il quarto livello del campionato lettone di calcio, più le sei squadre vincenti il primo turno della Fase 1. Il sorteggio è stato effettuato il 10 maggio 2022.
| Squadra 1           | Risultato       | Squadra 2       |
| ------------------- | --------------- | --------------- |
| 21 maggio 2022      |                 |                 |
| Valka               | 0 – 2           | Gulbene         |
| Augsdaugavas        | 3 – 2 (dts)     | Jūrnieks        |
| JFC Jelgava         | 4 – 3 (dts)     | Babīte          |
| Jēkabpils           | 4 – 2           | Kekava-Auda     |
| AFK Aliance         | 1 – 4           | Limbaži         |
| Sigulda             | 0 – 5           | Mārupe          |
| Kengaroos Salaspils | 2 – 1 (dts)     | Gauja Valmiera  |
| 22 maggio 2022      |                 |                 |
| DSVK Traktors       | 2 – 12          | JFK Daugava     |
| Priekuļi            | 4 – 1           | Rīga United     |
| Pļaviņas            | 0 – 1           | Betsafe         |
| Lielupe             | 2 – 2 (7-8 dtr) | Kvarcs/Madona   |
| Beitar              | 4 – 1           | Staiceles Bebri |
| Alberts FK          | 1 – 4           | LSPA            |
| Upesciems           | 0 – 3           | Dobele          |

## Seconda fase
Hanno partecipato le 14 squadre vincenti il secondo turno della Fase 1, più altre 10 squadre di 1. Līga 2022, il secondo livello del campionato lettone di calcio. Il sorteggio è stato effettuato il 25 maggio 2022.
| Squadra 1           | Risultato       | Squadra 2    |
| ------------------- | --------------- | ------------ |
| 11 giugno 2022      |                 |              |
| Gulbene             | 0 - 9           | Salaspils    |
| Jēkabpils           | 1 – 1 (4-3 dtr) | Dinamo Rīga  |
| Mārupe              | 3 – 3 (4-5 dtr) | Smiltene     |
| Saldus              | 3 – 0           | JFC Jelgava  |
| Priekuļi            | 1 – 4           | Limbaži      |
| Skanstes            | 1 – 0           | Betsafe      |
| 12 giugno 2022      |                 |              |
| Beitar              | 1 – 8           | Jelgava      |
| Dobele              | 0 – 1           | Augsdaugavas |
| Kvarcs/Madona       | 0 – 5           | Rēzeknes FA  |
| Olaine              | 2 - 8           | Grobiņa      |
| JFK Daugava         | 2 – 5           | JDFS Alberts |
| Kengaroos Salaspils | 0 – 1           | LSPA         |

## Fase di spareggio
Hanno partecipato a questo turno le 12 squadre vincenti la Fase 2. Il sorteggio è stato effettuato il 14 giugno 2022.
| Squadra 1      | Risultato   | Squadra 2    |
| -------------- | ----------- | ------------ |
| 22 giugno 2022 |             |              |
| Grobiņa        | 2 – 0       | Smiltene     |
| JDFS Alberts   | 4 – 2       | Saldus       |
| 23 giugno 2022 |             |              |
| Rēzeknes FA    | 1 – 2 (dts) | Skanstes     |
| 25 giugno 2022 |             |              |
| Salaspils      | 2 – 0       | Augsdaugavas |
| 26 giugno 2022 |             |              |
| LSPA           | 0 – 11      | Jelgava      |
| Limbaži        | 0 – 2       | Jēkabpils    |

## Ottavi di finale
Partecipano a questo turno le 6 squadre vincenti il turno precedente e le 10 squadre della Virslīga 2022. Il sorteggio è stato effettuato il 28 giugno 2022.
| Squadra 1      | Risultato | Squadra 2        |
| -------------- | --------- | ---------------- |
| 9 luglio 2022  |           |                  |
| Super Nova     | 0 – 2     | Tukums 2000      |
| RFS Riga       | 4 – 0     | Spartaks Jūrmala |
| 10 luglio 2022 |           |                  |
| Skanstes       | 6 – 1     | Jēkabpils        |
| Salaspils      | 0 – 13    | Metta            |
| Grobiņa        | 2 – 1     | Liepāja          |
| Jelgava        | 2 – 1     | JDFS Alberts     |
| Riga FC        | 0 – 2     | Valmiera         |
| 11 luglio 2022 |           |                  |
| Auda Ķekava    | 2 – 1     | BFC Daugavpils   |

## Quarti di finale
Gare disputate il 13 e il 14 agosto 2022
| Squadra 1   | Risultato       | Squadra 2   |
| ----------- | --------------- | ----------- |
| Grobiņa     | 2 - 0           | Skanstes    |
| Valmiera    | 0 - 0 (5-6 dtr) | Auda Ķekava |
| Jelgava     | 2 - 1           | Metta       |
| Tukums 2000 | 1 - 4           | RFS Riga    |

## Semifinali
Gare disputate il 1º settembre 2022.
| Squadra 1   | Risultato | Squadra 2 |
| ----------- | --------- | --------- |
| RFS Riga    | 5 - 0     | Grobiņa   |
| Auda Ķekava | 6 - 1     | Jelgava   |

## Finale
| Arbitro: | Edgars Malcevs |

|                        |           |  |
| Danills Ulimbasevs 42’ | Marcatori |  |